# 세이셸 (고양이)
세이셸(Seychellois)은 활동적인 성격과 얼룩덜룩한 흰색 털을 가진 희귀한 인공 교배 고양이이다. 이들은 관심 받는 것을 좋아하는 고양이이다. 품종의 질병이 거의 없기에 별다른 치료가 필요하지 않다. 2007년에 이 품종은 FIFe에 의해 인정되었다.

## 역사
현대 세이셸 고양이의 조상은 세이셸에서 유럽으로 이동했다. 영국 사육가들은 샴 색을 가진 품종을 번식하는 것을 목표로 설정했다. 샘플로 흰색 바탕에 얇고 길쭉한 털과 점박이를 포함하여 제시했다. 이들은 오리엔탈 쇼트헤어와 샴의 교배종이다.

## 생김새
유연하고 연약한 체격으로, 파란 눈을 갖는다. 코는 이마선의 연장선상에 있다. 좁은 주둥이가 있는 쐐기 모양의 머리, 넓은 큰 삼각형 귀를 갖는다.

## 성격
유묘들은 보통 별 문제가 없으나, 가끔 집에 있는 다른 동물들과 충돌하기도 한다. 평생 동안 세이셸은 놀이를 좋아하며, 적극적이고 관심 받기 좋아하는 성격 때문에 충분한의사 소통을 필요로 한다.

## 관리
세이셸은 장모이기에 규칙적인 빗질이 필요하다. 흰색 털에 얼룩이 보이면 씻기고 드라이어를 사용하면 안된다. 눈도 특별히 깨끗한 천을 이용하여 주변을 닦아주어 청결을 유지할 필요가 있다.

## 건강
이 품종은 특별한 유전병과 같은 질병이 없다. 후천성 질병은 주기적인 예방 접종를 통해 예방할 수 있다. 가능하면 소시지와 같은 현대 인간의 음식을 가능하면 줘서는 안된다.

## 훈련
세이셸은 자신이 통제 받는 것을 좋아하지 않으며, 조련사가 자신보다 지위가 위에 있음을 쉽게 인정하지 않는다. 이러한 이유로, 최고의 조련사는 주인이다.

## 갤러리

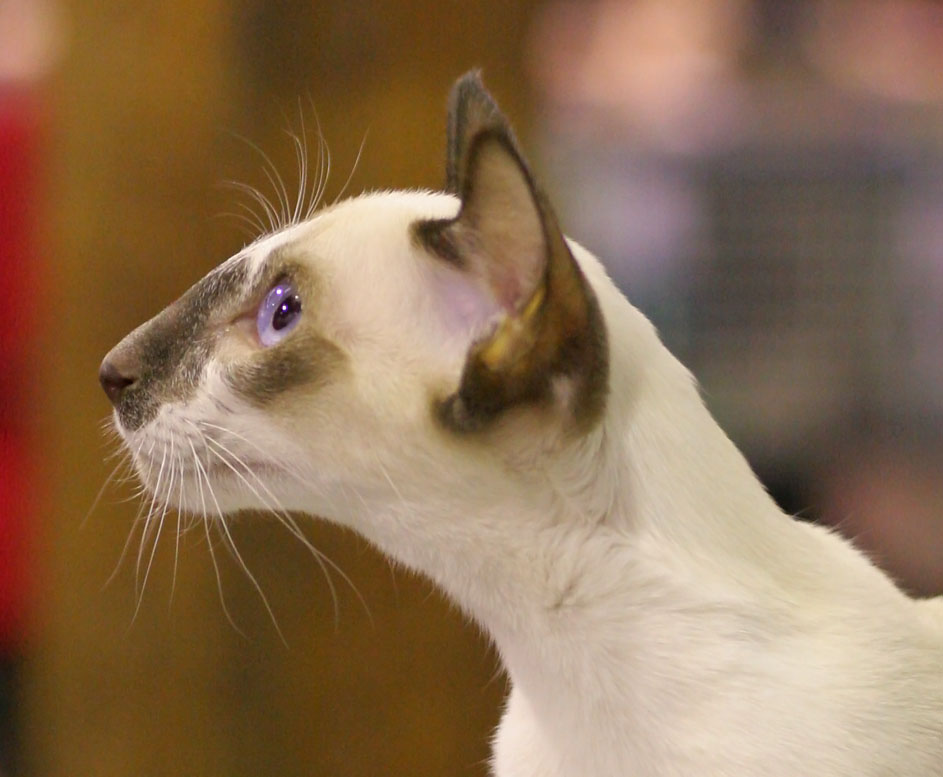
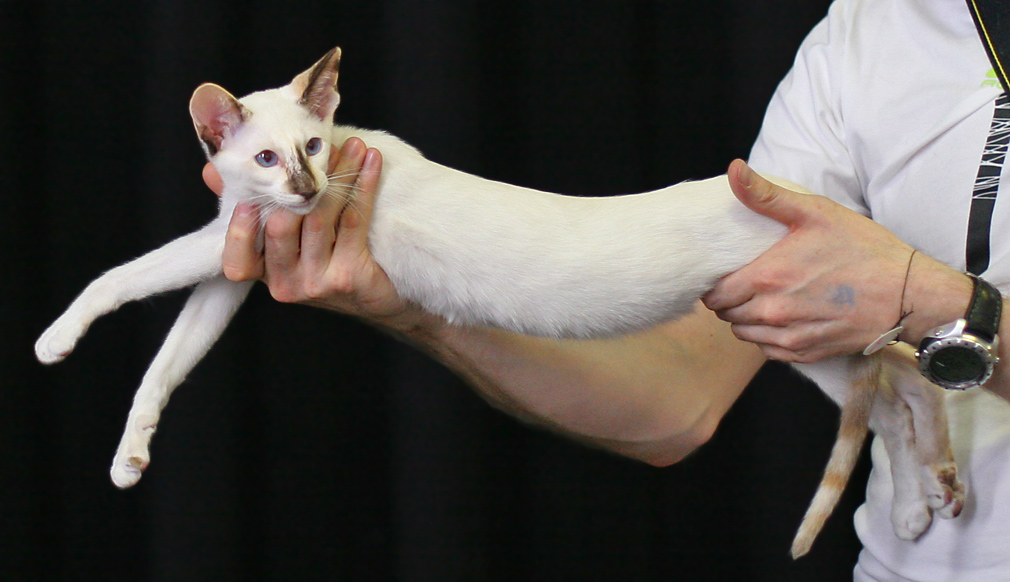
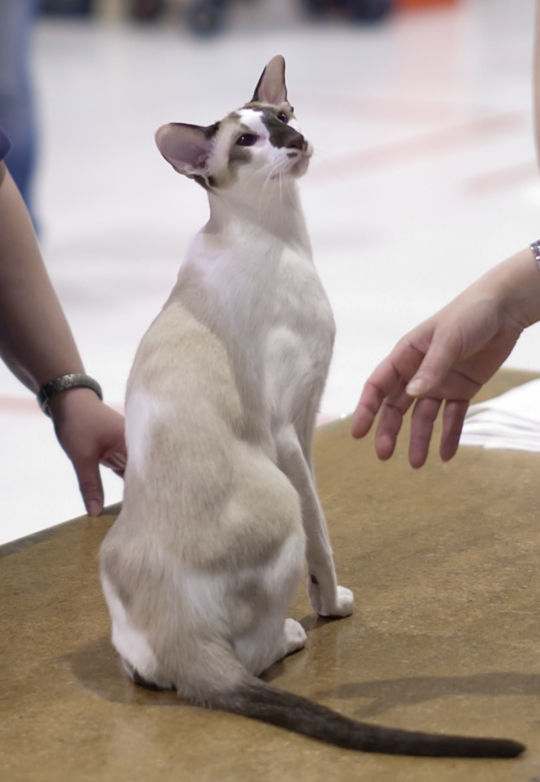
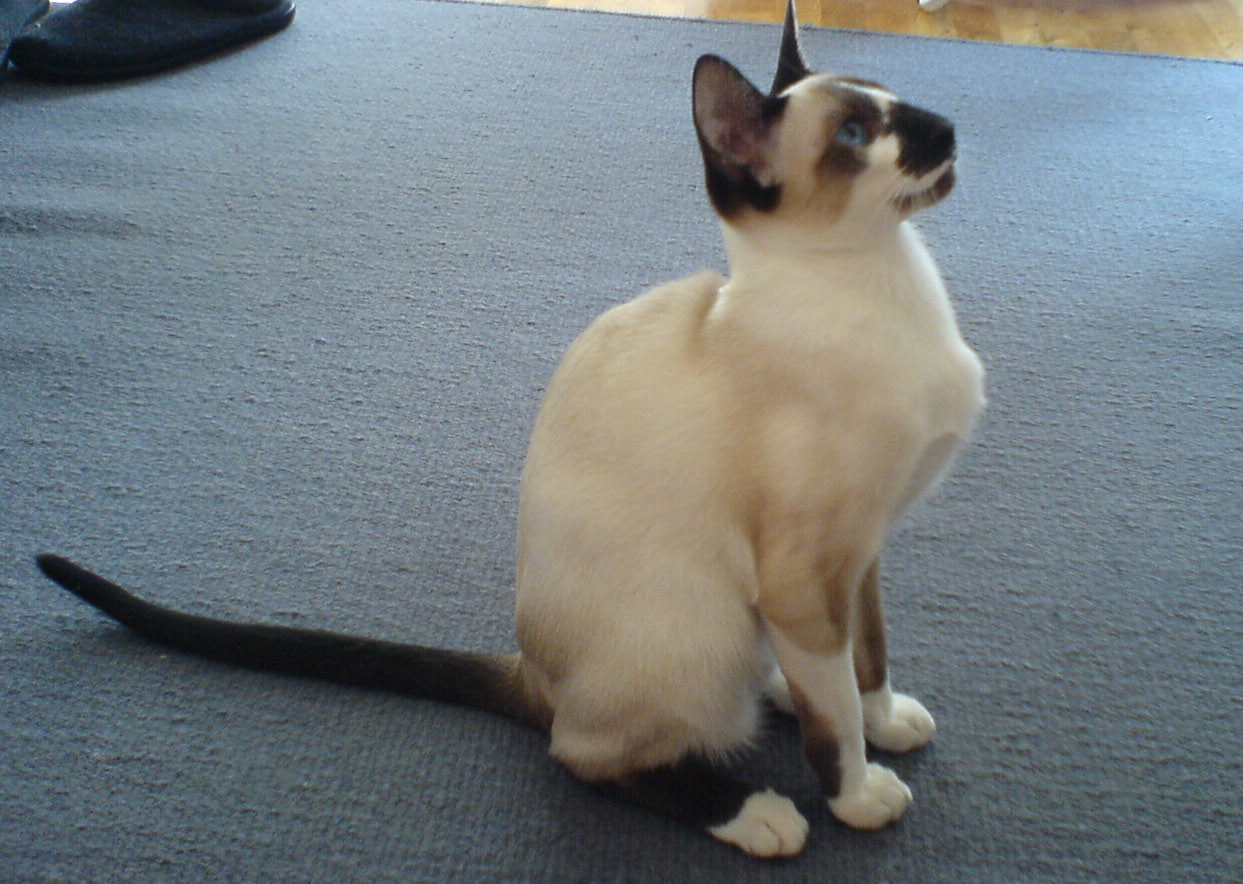
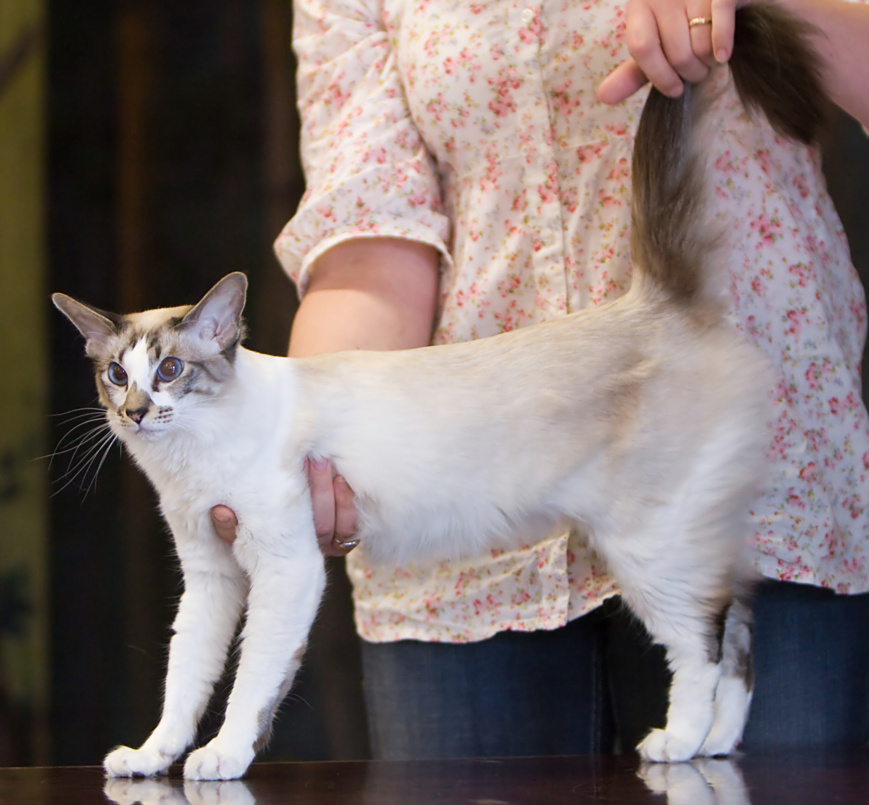
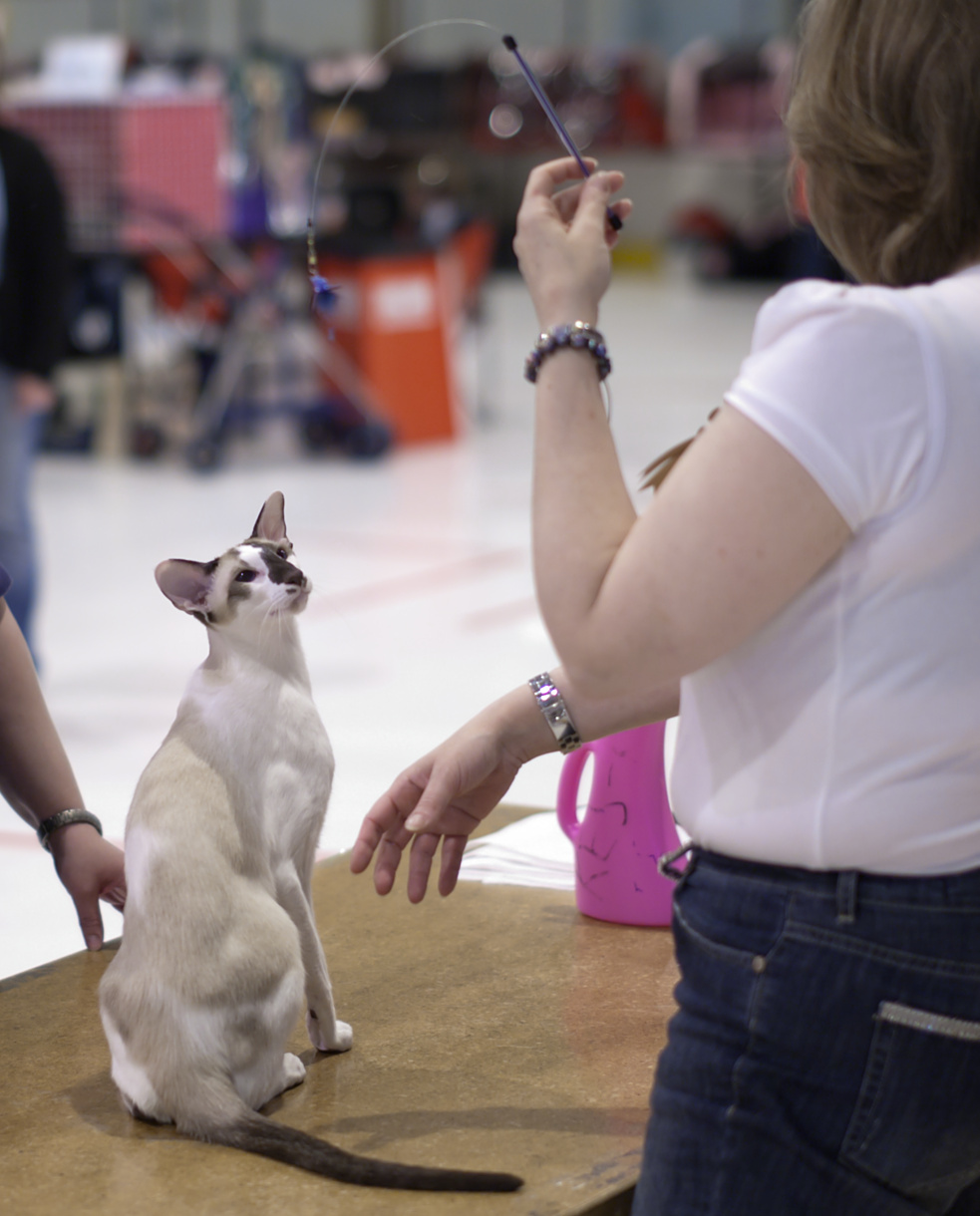